# Leovigildo Coelho
Joaquim Leovigildo de Sousa Coelho, mais conhecido como Leovigildo Coelho (Salvador, 12 de maio de 1837 — 3 de outubro de 1893) foi um engenheiro, militar e político brasileiro.
Foi senador pelo Estado do Amazonas entre 1890 e 1893, além de deputado provincial.